# Michael East
Michael East spesso citato anche come Easte, Est, Este, (1580 – Lichfield, 1648) è stato un organista e compositore inglese del XVII secolo. Egli era nipote dell'editore musicale di Londra Thomas East (c. 1540 - 1608), anche se qualcuno sostiene che era suo figlio.

## Biografia
Nel 1601 East scrisse un madrigale che venne inserito nella pubblicazione di Thomas Morley, The Triumphs of Oriana. Nel 1606 ricevette un Bachelor of Music dalla University of Cambridge e nel 1609 entrò nel coro della Cattedrale di Ely, inizialmente come laico. Dal 1618 fu alla Cattedrale di Lichfield con il ruolo di maestro del coro, posto che occupò probabilmente fino al 1644, quando con l'avvento della guerra civile fu posto termine alle funzioni quotidiane. Elias Ashmole fu cantore a Lichfield, e scrisse "Michael East … è stato il mio maestro di canto e Henry Hinde, organista della cattedrale … mi insegnò a suonare il virginale e l'organo".
La sua esatta data di morte non è nota, ma è certo che morì a Lichfield. Il suo testamento fu scritto il 7 gennaio 1648 e rivelato il 9 maggio 1648. In esso si parla di sua moglie Dorothy, di sua figlia Mary Hamersly e di un figlio ed un nipote entrambi di nome Michael.
Le sue composizioni più importanti sono le fantasie a cinque voci per viole da gamba: Secondo Thurston Dart: "nonostante alcuni sciatti temi, sono tra i migliori pezzi a cinque voci per consort del tempo".

## Opere
East fu uno dei compositori più pubblicati del suo tempo: egli pubblicò sette gruppi di composizioni:
- Gruppi 1 e 2: madrigali a tre e cinque voci
- Gruppi 3 e 4: anthem, madrigali, pastorali, napolitane e fantasie per quattro o sei voci (comprese le fantasie strumentali per consort di viole da gamba)
- Gruppo 5: venti pezzi a tre voci per viole da gamba
- Gruppo 6: anthem e canti sacri cinque e sei voci, assieme ad un poema di Sir Henry Wotton, in onore della principessa Elizabeth, figlia di Giacomo I.
- Gruppo 7: pezzi per viola da gamba a due e quattro voci